# Јордан на Светском првенству у атлетици у дворани 2018.
Јордан је учествовао на 17. Светском првенству у атлетици у дворани 2018. одржаном у Сопоту од 7. до 9. марта шести пут. Репрезентацију Јордана представљала је 1 такмичарка која се такмичила у трци 3.000 метара. ,
На овом првенству такмичарка Јордана није освојила ниједну медаљу нити је остварила неки резултат.

## Учесници
Жене:
- Тамара Армуш — 3.000 м

## Резултати

### Жене
| Атлетичарка  | Дисциплина | Лични рекорд | Квалификације | Квалификације | Полуфинале | Полуфинале | Финале   | Финале  | Детаљи |
| Атлетичарка  | Дисциплина | Лични рекорд | Резултат      | Место         | Резултат   | Место      | Резултат | Место   | Детаљи |
| ------------ | ---------- | ------------ | ------------- | ------------- | ---------- | ---------- | -------- | ------- | ------ |
| Тамара Армуш | 3.000 м    | 9:27,78 НР   |               |               |            |            | 9:45,68  | 14 / 14 |        |